# Abraham von Franckenberg
Abraham von Franckenberg (Ludwigsdorf bei Oels, 24 giugno 1593 – Ludwigsdorf bei Oels, 25 giugno 1652) è stato un mistico tedesco, della Slesia.

## Biografia
Franckenberg apparteneva alla nobiltà della Slesia e ricevette la sua educazione al Ginnasio di Brieg (oggi Brzeg in Polonia). Si immatricolò nel 1612 all'Università di Lipsia, nel 1613 si spostò all'Università di Wittenberg e nel semestre invernale 1613/1614 nuovamente all'Università di Jena. Al termine degli studi di giurisprudenza nel 1617 ritornò nelle proprietà di famiglia a Ludwigdorf. Qui, non soddisfatto della formazione ricevuta, alternò l'amministrazione dei suoi possedimenti con lo studio dei mistici, principalmente Johann Tauler, Kaspar Schwenckfeld e Jakob Böhme. 
Egli fu particolarmente influenzato dall'opera di Böhme Aurora oder die Morgenröthe, che apparve nel 1612. Esortato più volte da Herzog von Oels, di prenderlo al suo servizio, lui rifiutò sempre, con la giustificazione che egli aveva paura di cadere nel peccato. Velocemente però si forma sotto la sua guida una cerchia di mistici e Rosacroce, che si riuniranno o da lui a Ludwigsdorf o da un altro mecenate di Jakob Böhme, il signore di Schweinhausburg, Johann Sigismund von Schweinichen (1590–1664).
Apparteneva al circolo di mistici slesiani a cui apparteneva anche Angelus Silesius. Sulla lapide dell'amico Schweinichen è scritto: «nella vecchiaia dell'uomo si abbandonano tutte le compagnie mondane e per sé, in solitaria contemplazione dei segreti di Dio e della Natura, si compiono gli ultimi tempi della propria vita» e così fece lui, così come tutti gli altri membri del circolo Franckenberg. Per lui, l'opera della rivelazione dello Spirito non era terminata con la manifestazione attraverso gli apostoli, cercava quindi di avvicinarsi personalmente al segreto di Dio attraverso le visioni.
Nel 1634, in Slesia arrivò la peste, mentre tutti fuggirono, Franckenberg restò solo con i propri malati, per provvederne dei medicamenti e seppellirli. Nel 1640 attaccò pubblicisti e teologi protestanti, che come ritorsione gli rifiutarono la confessione e l'eucaristia.
Stanco e amareggiato, nel 1645 Franckenberg si recò a Danzica dal suo amico Johannes Hevelius, col quale condivideva l'interesse per l'astronomia e restò la fino al 1650. Dopo il ritorno a Ludwigsdorf, vi morì celibe nell'anno 1652. Lasciò in eredità la propria biblioteca all'amico Schweinichen, che più tardi la passò ad Angelus Silesius (Una parte di questa si trova oggi a Breslavia). La lapide di Franckenbergs nella chiesa di Ludwigsdorf è piena di simboli misteriosi, che fino ai nostri giorni non si è riusciti a comprendere.

## Opere
La maggior parte delle sue opere, che scrisse sotto lo pseudonimo Amadeus von Friedleben, furono stampate dopo la sua morte: Nosce te ipsum, Frankfurt 1675; il Medicina Dei, Amsterdam 1670, influenzato da Paracelso. Nel 1676 si rende pubblico il suo lavoro più importante Raphael oder Arztengel sulla medicina esoterica e la psicoterapia. Il titolo si ricollega all'arcangelo Raffaele che la tradizione vuole associato alle guarigioni. In questa opera Frankenberg impartì insegnamenti sul microcosmo e macrocosmo e di fitognomica (studio di segni e corrispondenze nelle piante di cui aveva scritto anche Giovanni Battista della Porta). La malattia, secondo lui, può essere trattata con tre rimedi differenti: con i farmaci, con rimedi sacri o esorcismi, nonché con la magia.